# Chemin du sel entre Loire et Yonne
 (février 2013).
Le chemin du sel entre la Loire et l'Yonne reliait la Loire près de Châteauneuf, à Auxerre, l'Yonne et la région de Basse-Bourgogne. Il permettait d'éviter le long trajet en bateau devant contourner la Bretagne pour aller de la Loire à la Seine puis remonter la Seine jusqu'à Auxerre.

## Ses étapes
Ce chemin du sel suit une ligne droite de Châteauneuf-sur-Loire à Auxerre. Le port de La Ronce, à 1 500 m en amont de Châteauneuf, était dès l'époque gauloise et jusqu'à la construction des canaux à la fin du XVIe siècle, le point de départ du transport par voie de terre du sel marin vers la région d'Auxerre, la rivière Yonne et la Basse-Bourgogne. Les Romains en reprirent l'essentiel quand ils relièrent Orléans à Auxerre.
Passant par Nogent-sur-Vernisson, Montbouy (où des vestiges indiquent un sanctuaire gaulois préexistant au complexe romain qui s'y trouvait plus tard), Saint-Maurice-sur-Aveyron et Fontainejean, ce chemin traversait ensuite la forêt de Burce (du gaulois brucus, la bruyère), couloir boisé allant de Melleroy presque jusqu'à Saint-Fargeau et qui longeait à l'ouest la vallée de l'Ouanne, incluant le parcours complet du ru du Cuivre. Le chemin traversait ensuite l'Ouanne à Ponnessant, au nord de Saint-Martin-sur-Ouanne. 

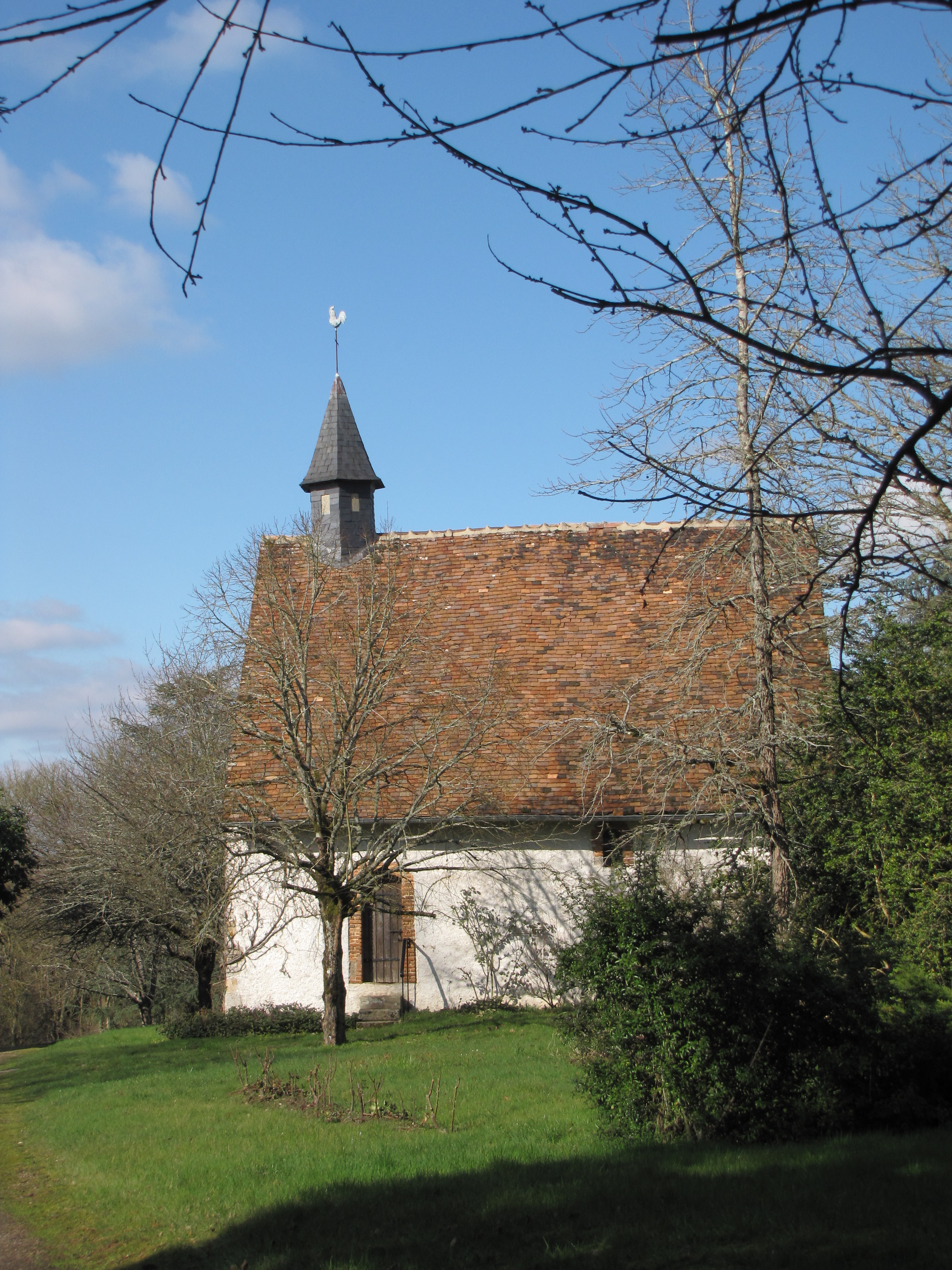
Chapelle de Ponnessant

Ponnessant, siège d'un péage, fut donné à Aymar, évêque d'Auxerre mais surtout chef de guerre, par Pépin en récompense de ses victoires. Vers l'an 750, Aymar donna Ponnessant aux moines de Saint-Germain d'Auxerre ; la charte de donation indique comme nom Pons Maxentii. Le décret du concile de Pistes pour l'abbaye de Saint-Germain d'Auxerre (864) lui donne le nom de Pons Maxientus, et la même année une charte de Charles le Chauve donne le nom Pons Massentus. Au XIIIe siècle on trouve Pont Maissant chez Dubouchet. Ponnessant est située sur la ligne droite reliant Orléans, Montbouy et Auxerre. C'est le chemin qu'a suivi Robert Knolle quand, après avoir pris Châteauneuf-sur-Loire, il prit successivement Châtillon-sur-Loing puis Malicorne avant de venir piller Auxerre. 
En 1838, Ambroise Challe fit construire entre Ponnessant et Saint-Martin-sur-Ouanne un pont à l'emplacement du gué qu'avait emprunté ce chemin du sel. On y trouva à deux mètres de profondeur deux rangs de pilotis en chêne en très bon état de conservation, qui avaient autrefois soutenu un pont, ainsi que plusieurs pièces de monnaie romaines dans la couche de graviers affleurant le haut de ces pilotis. Les pièces servirent à dater le pont disparu, qui remontait au plus tard à la fin du IIe siècle. Les restes “ assez bien conservés ” d'une chaussée antique ont été trouvés proches de Saint-Martin, partant de la route actuelle de Saint-Martin-sur-Ouanne à Châtillon-Coligny pour aller vers le hameau des Petits Naudins à l'ouest duquel se trouve une combe nommée La voie creuse. Une autre partie de la même chaussée a été retrouvée à l'est des Petits Naudins, dans une zone marécageuse parsemée de profondes dolines appelées “ les fosses de Chauvigny ”,.
Après Ponessant, le chemin passait par Perreux et Sommecaise.

## Le trafic
Au XVe siècle, la moitié du sel d'Auxerre passait par cette voie. Son péage à Ponessant sur l'Ouanne était encore assez fructueux au XIIIe siècle pour que les seigneurs de La Ferté-Loupière en achètent la part des comtes de Joigny, puis se voient enjoindre par procès de l'abbaye Saint-Germain d'Auxerre, qui en recevait le principal des revenus, d'en assurer la sécurité afin que lesdits profits ne diminuent pas.

## Impact local
Cette voie est le premier passage à travers la forêt de Burcey, et c'est à partir d'elle que cette forêt a, tranche par tranche, progressivement disparu. En effet la traversée de cette forêt amenait également à traverser l'Ouanne, assez encaissée pour que le chemin doive serpenter en abordant les 30 m de dénivellation de ses coteaux (de même que la route le fait de nos jours) au lieu de continuer en droite ligne. Des chemins locaux venant se greffer sur ces lacets, les bois se sont éclaircis aux environs plus vite que si le chemin à cet endroit n'avait subi aucune déviation. 
Le sel était une denrée fort importante pour la ville d'Auxerre, puisque jusqu'en 1502 c'était la ville elle-même qui le vendait au grenier à sel ; ce qui lui assurait une grande part du paiement des charges municipales. Louis XII récemment couronné autorisa ses généraux des finances à échanger ce droit contre celui pour la ville de prendre 100 sols sur chaque muid vendu, ce qui fut « un fâcheux événement ». L'évêque avait son propre grenier à sel ou plutôt son cellier, sous la prison dite Chambre aux couestes, qu'il remplissait grâce au droit de salage perçu sur le grenier à sel de la ville ; et bien sûr il est exempté du paiement de la garde du gouverneur de Bourgogne (le duc de Mayenne, en 1580) quand le roi autorise de prendre le paiement de cette garde sur le profit de la vente du sel en 1580 (mais il doit toujours payer la décime). Le chemin du sel de la Loire contribuait à fournir les deux greniers à sel du comté d'Auxerre : celui d'Auxerre et celui de Cravant créé vers 1450, jusqu'à ce que les plaintes du corps municipal d'Auxerre fassent fermer celui de Cravant en 1579 sur ordre de Henri III.

## Pour approfondir